# Homogyne
Homogyne là một chi thực vật có hoa trong họ Cúc (Asteraceae).

## Loài
Chi Homogyne gồm các loài: